# Siwe Oczko
Siwe Oczko je malé jezírko ve skupině Siwych Stawků v Kościeliské dolině v Západních Tatrách v Polsku. Nachází se 200 m jihozápadně od Wyżneho Siweho Stawku a 50 m východně od hřebenu, po kterém vede zelená turistická značka. Leží v nadmořské výšce 1772 m.

## Okolí
Očko vyplňuje kotlinku, která je počátečním karem nivální eroze. Okolí je travnaté.

## Vodní režim
Pleso nemá povrchový přítok ani odtok. Objevuje se pravidelně na jaře, kdy se v kotlince dlouho drží sníh. V létě vysychá. Náleží k povodí Dunajce.

## Přístup
Pleso je veřejnosti nepřístupné.